# James Cochran (artiste)
Pour les articles homonymes, voir James Cochran et Cochran.
James Cochran (aka Jimmy. C) né le 4 juin 1973 en Angleterre, est un peintre australien connu pour ses peintures urbaines narratives et pour son style de drip painting.

## L'art aérosol et ses débuts
À la fin des années 1980, Cochran a contribué au développement du milieu du graff à Adélaïde et il a continué à peindre une gamme de peintures murales de commande en Australie du sud. Il a aussi animé plusieurs ateliers de projets artistiques communautaires dans le but de faire connaitre « l'art aérosol » (la peinture à la bombe aérosol) dans la communauté et d'enseigner les techniques de la peinture aux adolescents qui s'intéressaient à l'art. Dans les années 1990, il a adopté le pseudonyme « Jimmy. C » et est devenu connu pour ses peintures murales et pour son travail dans les villes et communautés régionales en Australie.

## Développement artistique
Après avoir obtenu sa licence puis sa maitrise en arts visuels à l'Université d'Australie du Sud (University of South Australia), Cochran est devenu connu pour ses peintures urbaines narratives, peintes a l’huile, avec souvent ses représentations du sujet humain marginalisé dans le contexte urbain.
Il a parfois utilisé les allégories religieuses ou mythologiques pour illustrer la condition existentielle ou spirituelle du sujet contemporain dans la ville.
En 2004 il a exposé la série aérosol pointilliste, qui l’a mené au développement du Dripping – représentations urbaines et figuratives faites de taches individuelles de peinture coulante.
En septembre 2018 il dévoile un portrait de Camille Claudel près de l’hôtel de ville de Roubaix et du musée La Piscine dans le cadre d'une exposition consacrée à la sculptrice.

## Autres expositions
En 2008 Cochran il a été sélectionné comme finaliste pour « The Archibald Prize » pour son portrait du styliste Akira Isogawa de Sydney. En 2009, Cochran a exposé ses peintures à Zhengzhou et à Pékin en Chine, et à Melbourne, puis en 2011 il expose à la galerie Raison d'Art à Lille et il peint les murs à New York et Londres où il vit actuellement.

## Détail des expositions
- 2000 : From Walls to Canvas, The Axis Gallery, Adelaide
- 2000 : Seeing the Light, Red House Gallery, Adelaide
- 2001 : BMGART, Adelaide
- 2003 : Gitte Weise Gallery, Sydney
- 2003 : The Project Space, The Contemporary Art Centre of South Australia
- 2004 : Aerosol Pointillism, Adelaide Central Gallery
- 2006 : James Cochran - Peintures 1996-2006, Tri-Postal, Lille, France
- 2006 : Peintures 1996-2006, Point Ephémère, Paris, France
- 2008 : City Souls, Boutwell Draper Gallery, Sydney
- 2010 : Blessé(d), FELT Space, Adelaide
- 2011 : 'The London Street Portraits, Lindberg Galleries, Melbourne
- 2011 : 'De la ville à la mer', Raison d'Art, Lille, France

### Sources
- (en) Cet article est partiellement ou en totalité issu de l’article de Wikipédia en anglais intitulé « James Cochran (artist) » (voir la liste des auteurs).